# Patrik Ouředník
Patrik Ouředník, född den 23 april 1957 i Prag, är en tjeckisk författare, essäist och översättare, bosatt i Frankrike.
Efter uppväxten i Prag, huvudstaden i dåvarande Tjeckoslovakien, emigrerade Ouředník år 1984 till Frankrike, där han inledningsvis arbetade som schack-konsulent och bibliotekarie. Från 1986 till 1998 verkade han som redaktör och litterärt ansvarig för kvartalstidskriften L'Autre Europe.
Som översättare har Ouředník gett tjeckisk språkdräkt åt franska författare såsom François Rabelais, Alfred Jarry, Raymond Queneau, Henri Michaux, Boris Vian och Claude Simon. Från tjeckiska till franska har Ouředník översatt bland annat Bohumil Hrabal, Vladimír Holan, Jan Skácel och Miroslav Holub. Därutöver har Ouředník publicerat ett antal egna verk, både skön- och facklitterärt, där författarskapet i stort alltid präglas av ett experimentellt utforskande med formspråk och genrer.
Europeana: kortfattad historia om nittonhundratalet (2001) är Ouředníks mest kända verk och har utgetts på mer än 30 språk (i svensk översättning från 2005 av Mats Larsson). Boken återger 1900-talets historia i en lång icke-kronologisk medvetandeström – datum, händelseförlopp, faktoider, tendenser och statistiska uppgifter. Ytterst sett är Europeana således också en reflektion, eller dekonstruktion, över historieskrivning och historiskt minne. Boken är mångfaldigt prisbelönad, bland annat med utmärkelsen Årets bok (Lidoyé noviny) i Tjeckien.